# Dasymutilla monticola
Dasymutilla monticola (лат.) — вид ос-немок (бархатных муравьёв) рода Dasymutilla из подсемейства Sphaeropthalminae (триба Pseudomethocini). Эндемик Северной Америки.

## Распространение
Северная Америка: Канада, Мексика, США. Вид широко распространён в западной и центральной части Неарктики от Tamaulipas (Мексика) и далее на север до Миннесоты и на запад до Калифорнии (США) и Британской Колумбии (Канада).

## Описание
Мелкие пушистые осы-немки, длина тела самок от 4 до 8 мм (самки 4—8 мм; самцы 4—8 мм). Отличаются от близких видов размером первого членика жгутика усика, лишь слегка более длинным, чем второй сегмент; мезосома покрыта серебристыми или золотистыми щетинками. Жвалы прямые, мезосома длиннее своей ширины, развита отчётливая скутеллярная чешуйка, пигидиум с отчётливыми бороздками. Сложные глаза полусферической формы. Брюшко узловидное с петиолем, соединяющим его с грудкой. Голени средней пары ног самцов с двумя шпорами. Пигидиальное поле самок хорошо развито. Характерен половой диморфизм: самки бескрылые, самцы крылатые. Паразиты в гнёздах жалящих перепончатокрылых насекомых, где они откладывают свои яйца в личинки хозяев этого гнезда. Личинки ос-немок питаются личинками хозяев и там же окукливаются. Имаго питаются нектаром.
Вид был впервые описан в 1865 году американским энтомологом Эзрой Крессоном (Ezra Townsend Cresson, 18.VI.1838-19.IV.1926) под первоначальным названием Mutilla monticola Cresson, 1865 и в дальнейшем был неоднократно переописан под сведёнными в синонимы другими именами. Валидный статус вида был подтверждён в ходе ревизии видовой группы в 2012 году американскими энтомологами Кевином Уилльямсом (англ. Kevin A. Williams) и Джеймсом Питтсом (James P. Pitts, оба из Университета штата Юта, Logan, Юта) и их соавторами. Таксон включён в состав видовой группы Dasymutilla monticola species-group (D. arenerronea, D. archboldi, D. birkmani, D. bonita, D. canella, D. eurynome, D. macilenta, D. radkei, D. saetigera, D. vesta); это второй по распространённости вид своей группы после D. vesta.